# Маркус Резиденцес
Маркус Резиденцес (англ. Marqusi Residences) — жилое и гостиничное здание-небоскрёб, расположенный в американском городе Майами, штат Флорида. Небоскреб расположен в северо-восточной части района Даунтаун, через дорогу от «Парка Музеума». Является частью комплекса небоскребов «Бискейн Бэй» который расположен вдоль одноименного залива. Высота 67-этажного небоскрёба составляет 210 метров (700 футов).
Небоскреб «Маркус Резиденцес» расположен на третьем месте в рейтинге самых высоких зданий Майами. Является самым высоким жилым зданием не только Майами и штата Флориды, но и всего США. Строительство небоскреба началось в 2006 году и было завершено в марте 2008 года. От первого до третьего этажа здания используется для отелей, в частности для отеля «Retail & the Hotel». Остальные 5—14 этажи используются для других отелей, парковок и других помещений. В верхних этажах от 15 до 67, расположены квартиры разных размеров: от маленьких до элитных квартир. Небоскреб «Маркус Резиденцес» является одним из самых дорогих проектов, стоимость здания свыше семь миллионов долларов США. 